# Губиниха (станція)
Губи́ниха — проміжна залізнична станція Дніпровської дирекції Придніпровської залізниці на неелектрифікованій лінії Самар-Дніпровський — Леб'яже. Розташована в однойменному селищі Самарівського району Дніпропетровської області між станціями Кільчень (7 км) та Самар-Дніпровський (21 км).

## Історія
Станція відкрита у 1927 році. Назва станції походить від прізвища запорізького козака Оверка Губи, який оселився у 1704 році в цій «багатій і щасливій місцевості», закінчивши свою службу Коша Запорозького, який побудував великий зимівник і перевіз в нього з Чортомлика своє майно. У 1775 році, після ліквідації Запорозької Січі, в цій місцевісті оселилися чимало січовиків зі своїми сім'ями і тут була утворена за розпорядженням азовського губернатора військова слобода Губиниха.

## Пасажирське сполучення
На станції Губиниха щоденно зупиняються дві пари приміських поїздів сполученням Дніпро — Берестин.